# Fujoshi Kanojo
Fujoshi Kanojo (腐女子彼女?) es una serie de novelas ligeras japonesas de dos volúmenes de Pentabu basada en un popular blog del mismo nombre con 11 millones de páginas vistas. Una adaptación de manga de Rize Shinba comenzó a serializarse en 2007 y fue publicada por Enterbrain bajo el sello B's LOG Comic. En 2009 se publicó una adaptación cinematográfica con My Geeky Girlfriend como título internacional en inglés. Tanto la novela ligera como el manga han sido autorizados para su publicación por Yen Press.

## Argumento
La historia trata sobre las desventuras de un estudiante universitario, que se estaba enamorando de una linda chica dos años mayor que él, mientras tenía un trabajo de medio tiempo, solo para descubrir que su novia es una fanática incondicional del yaoi, y así comienza su tormento.

## Contenido de la obra

### Novela ligera
Las novelas contienen entradas de blog del blog con el mismo nombre de 2005 a 2007.
| Volúmenes de novelas ligeras publicadas | Volúmenes de novelas ligeras publicadas | Volúmenes de novelas ligeras publicadas |
| Número                                  | Fecha de publicación                    | ISBN                                    |
| --------------------------------------- | --------------------------------------- | --------------------------------------- |
| 1                                       | 8 de diciembre de 2006                  | ISBN 978-4-7577-3059-5                  |
| 2                                       | 1 de agosto de 2007                     | ISBN 978-4-7577-3664-1                  |

### Manga
En diciembre de 2007, Enterbrain publicó el primer volumen de la adaptación de manga creada por Rize Shinba en su sello B's LOG Comics. El cuarto volumen fue lanzado en abril de 2009. El manga ha sido traducido al chino, alemán, inglés y francés; en Alemania, se publica como Akihabara Shōjo.
| Volúmenes de manga publicados | Volúmenes de manga publicados | Volúmenes de manga publicados |
| Número                        | Fecha de publicación          | ISBN                          |
| ----------------------------- | ----------------------------- | ----------------------------- |
| 1                             | 1 de diciembre de 2007        | ISBN 978-4-7577-3899-7        |
| 2                             | 30 de marzo de 2008           | ISBN 978-4-7577-4111-9        |
| 3                             | 1 de noviembre de 2008        | ISBN 978-4-7577-4531-5        |
| 4                             | 1 de abril de 2009            | ISBN 978-4-7577-4811-8        |
| 5                             | 1 de marzo de 2010            | ISBN 978-4-0472-6379-6        |

### Película
La película de acción en vivo se estrenó en los cines de Japón en mayo de 2009. Fue dirigida por Atsushi Kaneshige, con guion escrito por Ei Katsuragi .